# Lieselotte Templeton
Lieselotte Templeton (4 de agosto de 1918, Breslau-10 de octubre de 2009, Berkeley, California) fue una cristalógrafa estadounidense nacida en Alemania. Recibió el Premio Patterson de la Asociación Cristalográfica de Estados Unidos junto con su esposo David H. Templeton en 1987.

## Biografía
Templeton fue hija de Berta y Walter Kamm, y sobrina de Otto Stern. Su infancia transcurrió en Alemania, pero en 1933 la familia huyó a Francia debido a la situación política y emigraron a los Estados Unidos en 1936. Recibió su licenciatura y doctorado de la Universidad de California, Berkeley en 1946 y 1950, respectivamente. Glenn T. Seaborg formó parte del comité examinador de su tesis, que trataba sobre los calores de formación de las moléculas de CN, N2 y NO.
Templeton trabajó como investigadora en la Universidad de California, Berkeley. En 1948, se casó con  David H. Templeton, con quien tuvo dos hijos. Debido al reglamento de la universidad,  a veces no se le permitió trabajar en el mismo departamento que su marido.

## Investigación
Tras completar su doctorado, Templeton se interesó por la química del estado sólido, las cerámicas, y la detección de explosivos. Su incursión en el campo de la cristalografía comenzó con su trabajo en un programa de ordenador para el análisis de absorción (AGNOST), más tarde llamado ABSOR. Este programa ayudó a resolver varias estructuras cristalinas de compuestos de elementos de alto peso atómico y fue importante para el análisis de la dispersión anómala en los saltos de absorción de metales utilizando radiación sincrotrón, estudios que llevó a cabo en colaboración con su  marido e investigadores del Laboratorio de Radiación Sincrotrón de Stanford. Este trabajo fue clave para  el desarrollo de la  difracción anómala múltiple, que se convirtió en un método estándar para elucidar la estructura de macromoléculas biológicas como las proteínas.
También explotó las propiedades de polarización de la radiación sincrotrón para investigar el dicroismo en moléculas anisótropas y para medir dispersión anómala polarizada por primera vez en experimentos de difracción de rayos X.

## Premios
Recibió el Premio Patterson de la  Asociación Cristalográfica de Estados Unidos en 1987 conjuntamente con su marido David H. Templeton por sus estudios del uso, medida, y análisis de la dispersión anómala de rayos X.